# Aerangis stylosa
Aerangis stylosa é uma espécie de orquídea monopodial epífita, família Orchidaceae, que habita Comores e Madagascar.